# Lejkogębce
Lejkogębce (Cycliophora) – typ niewielkich, morskich zwierząt bezkręgowych, do którego należą 2 opisane gatunki, Symbion pandora i Symbion americanus, będące ektokomensalami homarów.

## Odkrycie
S. pandora został odkryty w 1994 roku przez dwóch duńskich naukowców, R. Kristensena i P. Funcha, którzy przypadkiem odnaleźli na narządach gębowych homara Nephrops norvegicus nieznany im organizm. Okazał się on na tyle swoisty, że utworzono dla niego nowy typ zwierząt.

## Budowa ciała
Lejkogębce w swej podstawowej, odżywiającej się (troficznej) postaci mają dwubocznie symetryczne ciało złożone z trzech części: lejka gębowego, tułowia i stylika. Na szczycie lejka gębowego znajduje się otwór gębowy otoczony wieńcem rzęsek, które naganiają cząstki pokarmu (resztki posiłków homara). Tułów mieści większość organów wewnętrznych, zaś stylik służy do przytwierdzania zwierzęcia do szczeci na szczękach i szczękonóżach gospodarza.
Układ pokarmowy ma kształt litery U. Wyposażony jest w żołądek nie posiadający światła lecz wypełniony całkowicie komórkami produkującymi enzymy trawienne. Otwór odbytowy mieści się w górnej części tułowia, blisko połączenia z lejkiem gębowym.
Układ nerwowy zbudowany jest bardzo prosto. Składa się ze zwoju w lejku gębowym i pary nerwów przebiegających wzdłuż tułowia. Lejkogębce nie mają wyspecjalizowanych narządów zmysłów.
Nie występują układy: krwionośny, wydalniczy i oddechowy. Postać troficzna nie posiada również układu rozrodczego.
Wolna od organów przestrzeń tułowia wypełniona jest komórkami niezróżnicowanymi (brak więc jamy ciała). Z komórek tych co pewien czas tworzą się zawiązki nowych narządów wewnętrznych, które - w miarę wzrostu - wypychają dotychczasowe ku górze i ostatecznie wyrzucają na zewnątrz organizmu. Konieczność takiej okresowej wymiany wynika najprawdopodobniej z braku układu wydalniczego - komórki poszczególnych układów magazynują szkodliwe substancje i dlatego muszą zostać usunięte zanim nastąpi zatrucie.

## Rozmnażanie i rozwój
Cykl rozwojowy lejkogębców jest bardzo złożony. Z komórek niezróżnicowanych postaci troficznej, która jest aseksualna (nie posiada układu rozrodczego), razem z nowymi narządami wewnętrznymi tworzy się co pewien czas larwa Pandory. Larwa ta wydostaje się z postaci troficznej poprzez odbyt i, ze względu na słabą umiejętność pływania, osiada w stosunkowo niewielkiej odległości, tzn. na szczękach lub szczękonóżach tego samego homara. Jej zadaniem jest więc rozbudowa istniejącej już kolonii. Wewnątrz larwy Pandory znajduje się zawiązek nowej postaci troficznej. Kiedy larwa osiada, jej ciało obumiera, zaś postać troficzna przebija się na zewnątrz i zaczyna pobierać pokarm. W ten sposób zamyka się cykl rozmnażania bezpłciowego.
Kiedy homar okresowo zrzuca naskórek (linieje), lejkogębce przechodzą do rozmnażania płciowego. Z komórek niezróżnicowanych powstają wtedy zawiązki larwy Prometeusza lub samicy. Larwa Prometeusza wydostaje się, podobnie jak larwa Pandory, poprzez odbyt, jest jednak w stanie przepłynąć jeszcze krótszy odcinek, dlatego od razu szuka najbliższej postaci troficznej z rozwijającą się wewnątrz niej samicą. Po znalezieniu odpowiedniego osobnika przyczepia się do niego tuż przy otworze odbytowym. Kiedy samica jest już gotowa do opuszczenia postaci troficznej, z wnętrza larwy Prometeusza wydostaje się jeden lub dwa karłowate samce wyposażone w bardzo duże (w stosunku do rozmiarów ich ciała) oskórkowe penisy. Samce są sprawnymi pływakami i zapładniają samicę natychmiast, gdy wydostanie się ona przez odbyt postaci troficznej. Zapłodniona samica zwykle osadza się na narządach gębowych dotychczasowego gospodarza, jednak w pewnej odległości od macierzystej kolonii. Po osadzeniu się samica obumiera i przekształca w cystę, wewnątrz której rozwija się z komórki jajowej larwa chordoidalna. Larwa ta posiada po stronie brzusznej sztywną strukturę mięśniową (stąd jej nazwa – od łac. chorda, "struna"). Dzięki temu pływa ona znacznie lepiej niż pozostałe postaci z cyklu rozwojowego. Larwa chordoidalna szuka nowego homara do osiedlenia się i w ten sposób przyczynia do rozprzestrzenienia gatunku. Po znalezieniu gospodarza osadza się na jego narządach gębowych i obumiera, zaś na zewnątrz przebija się powstała z komórek niezróżnicowanych nowa postać troficzna. W taki sposób zamyka się cykl rozmażania płciowego.

## Nazwa
Nazwa gatunkowa Symbion pandora pochodzi od słowa "symbioza" oraz od imienia postaci mitycznej – Pandory, która otworzyła puszkę ze wszystkimi nieszczęściami. Jest to nawiązanie zarówno do współżycia gatunku z homarem, jak i do niezwykłego sposobu powstawania nowych osobników w poszczególnych stadiach rozwojowych – z komórek wewnątrz organizmu.

## Drugi gatunek
w 2005 roku odkryto na amerykańskim homarze Homarus americanus drugi gatunek lejkogębców, któremu nadano nazwę Symbion americanus.

## Filogeneza
Odkrywcy sugerowali pokrewieństwo z kielichowatymi lub mszywiołami, jednak badania genetyczne wskazują na bliskość z wrotkami, kolcogłowami, szczękogębymi i drobnoszczękimi.

## Systematyka
Gromada: Eucycliophora

Rząd: Symbiida

Rodzina: Symbiidae

Rodzaj: Symbion

Gatunki:
- Symbion pandora
- Symbion americanus